# Conor McGregor
Conor Anthony McGregor, född 14 juli 1988 i Dublin, är en irländsk MMA-utövare som tävlar i organisationen Ultimate Fighting Championship där han mellan december 2015 och november 2016 var mästare i fjädervikt och mellan november 2016 och april 2018 mästare i lättvikt. McGregor anses vara en av sportens största stjärnor och blev i och med lättviktstiteln den förste i organisationens historia att inneha en mästartitel i två viktklasser samtidigt. Med en inkomst på 869 miljoner kronor mellan juni 2017 och juni 2018 var han enligt Forbes världens fjärde bäst betalde idrottare under perioden.

## Bakgrund
McGregor föddes och växte upp i Dublin på Irland. Som ung spelade han fotboll och boxades.
McGregors intresse för MMA väcktes när han 2006 började träna med Tom Egan, som även han senare skulle komma att tävla i UFC.  
McGregor anslöt sig senare till MMA-klubben SBG Ireland där han sedan dess tränar under ledning av John Kavanagh. McGregor har brunt bälte i brasiliansk jiu-jitsu.

## Karriär

### MMA

#### Tidig karriär
McGregor debuterade inom professionell MMA den 9 mars 2008 i den irländska organisationen Cage of Truth. Han vann matchen via TKO i den andra ronden. Under de kommande två åren gick han ytterligare fem matcher och resultatet blev tre vinster via TKO och två förluster via submission, varav den ena mot landsmannen och blivande UFC-lättviktaren Joseph Duffy.

#### Cage Warriors
Mellan februari 2011 och december 2013 vann McGregor åtta matcher varav sju via knockout. Under denna period blev han i organisationen Cage Warriors mästare i både fjädervikt och lättvikt och blev därmed som förste europé inom professionell MMA titelhållare i två viktklasser samtidigt.

#### UFC
I februari 2013 skrev McGregor på ett kontrakt med organisationen Ultimate Fighting Championship. Han gick sin första match på UFC on Fuel TV: Mousasi vs. Latifi den 6 april 2013 i Globen i Stockholm. Där besegrade han amerikanen Marcus Brimage via TKO i den första ronden.
I juni 2013 blev det klart att McGregor skulle möta engelsmannen Andy Ogle den 17 augusti 2013 i Boston. Ogle skadade sig innan matchen och ersattes av Max Holloway. McGregor besegrade Holloway via enhälligt domslut. Det visade sig senare att McGregor hade skadat sig under matchen och han 
tvingades genomgå en knäoperation.
McGregor förväntades möta Cole Miller i huvudmatchen på en gala i Dublin den 19 juli 2014, men Miller skadade sig och ersattes av brasilianaren Diego Brandão. McGregor vann matchen via TKO i den första ronden.
På UFC 178 den 27 september 2014 i Las Vegas besegrade McGregor Dustin Poirier via TKO i den första ronden. När organisationens officiella ranking uppdaterades två dagar senare hade McGregor tagit sig upp till en femteplats i viktklassen.
I oktober 2014 blev det klart att McGregor skulle möta Dennis Siver i huvudmatchen på en gala i Boston den 18 januari 2015. McGregor vann matchen via TKO i den andra ronden.
I slutet av januari 2015 bekräftade UFC att McGregor skulle möta den regerande mästaren José Aldo på UFC 189 i Las Vegas den 11 juli 2015. Tio dagar innan matchen drog sig Aldo ur med en revbensskada och ersattes av Chad Mendes. I stället för en titelmatch blev det en match om en interimtitel i fjädervikt i väntan på den regerande mästaren Aldos återkomst. McGregor besegrade Mendes via TKO i den andra ronden.
Två dagar senare meddelade UFC att McGregor och Urijah Faber skulle agera tränare i den kommande säsongen av TV-serien The Ultimate Fighter.
I augusti 2015 blev det klart att McGregor skulle möta José Aldo i en match om fjäderviktstiteln.
Matchen gick på UFC 194 i Las Vegas den 12 december 2015 och McGregor vann via KO endast tretton sekunder in i den första ronden. Det var den kortaste titelmatchen i organisationens historia och Aldos första förlust på över tio år.
I januari 2016 meddelade McGregor att han i ett försök att bli den förste att inneha två UFC-titlar samtidigt skulle gå upp en viktklass och möta lättviktsmästaren Rafael dos Anjos på UFC 196 i Las Vegas den 5 mars 2016. Med mindre än två veckor kvar tvingades dos Anjos att dra sig ur efter att ha brutit foten under träning. 
Han ersattes av Nate Diaz och matchen gick i stället i weltervikt. Diaz vann matchen via submission i den andra ronden.
McGregor förväntades möta Diaz i en returmatch i weltervikt på UFC 200 i Las Vegas den 9 juli 2016. Efter att McGregor på sociala medier meddelat att han gått i pension – ett uttalande som han sedan drog tillbaka – avlägsnade UFC matchen från det inledande matchkortet. Det framkom senare att McGregor och organisationen inte varit överens om hur delaktig McGregor skulle vara i den kommande galans marknadsföring.
I början av juni 2016 meddelade UFC att McGregor och Diaz skulle mötas i en returmatch den 20 augusti 2016 på UFC 202. McGregor vann matchen via domslut.
McGregor mötte Eddie Alvarez i en titelmatch i lättvikt den 12 november 2016 på UFC 205 i New York. McGregor vann matchen via TKO i den andra ronden och blev därmed den förste i organisationens historia att inneha en mästartitel i två viktklasser samtidigt.
Den 26 november 2016 meddelade UFC att McGregor avsade sig titeln i fjädervikt. José Aldo blev därmed ny mästare i viktklassen.
Den 7 april 2018 förlorade McGregor titeln i lättvikt på grund av inaktivitet.
McGregor mötte Chabib Nurmagomedov i en titelmatch i lättvikt på UFC 229 den 6 oktober 2018. Nurmagomedov vann matchen via submission i den fjärde ronden.

##### Tillbaka i oktagonen
Brett Okamoto, ESPN-journalisten, tillkännagav 28 november först via twitter, och sedan via en artikel, att McGregor skrivit under kontraktet för att möta Donald Cerrone 18 januari 2020 vid UFC 246 i weltervikt.

### Boxning
McGregor debuterade inom professionell boxning i en match mot den obesegrade boxaren Floyd Mayweather den 26 augusti 2017 i Las Vegas. Mayweather vann matchen via TKO i den tionde ronden.

## Privatliv
Tillsammans med flickvännen Dee har McGregor en son född 2017.

### UFC 223-incidenten
Den 5 april 2018 vandaliserade McGregor en buss i samband med mediadagen i Barclays Center inför UFC 223. Han kastade en pirra mot ett fönster vilket resulterade i glassplitter och två utövare som befann sig i bussen tvingades dra sig ur UFC 223 med lättare skador. McGregor överlämnade sig senare till polisen. En tidigare dispyt mellan Chabib Nurmagomedov och McGregors lagkamrat Artiom Lobov beskrevs som motivet till angreppet.

### Pubincidenten i Dublin
TMZ Sports publicerade 15 augusti 2019 en video som visade hur Mcgregor på puben The Marble Arch i Dublin till synes för att mannen nekat att dricka hans whisky överföll och slog en annan gäst. Det hände 6 april och hade tidigare rapporterats i irländsk media men då utan videon. Irländska polisen påbörjade redan initialt en utredning i ärendet. McGregor åtalades för misshandel och ställdes inför skranket 11 oktober 2019. Den 1 november 2019 meddelades det att McGregor funnits skyldig i målet och dömts till €1000 böter.

### Korsikaincidenten
McGregor greps och förhördes angående sexuellt ofredande (indecent exposure) som en anmälan mot honom inkommen 10 september 2020 gällde.
| ”                                | Following a complaint filed on Sept. 10 denouncing acts that could be described as attempted sexual assault and sexual exhibition, Mr. Conor Anthony Mac Gregor [sic] was the subject of a hearing by the police. | „ |
| – Pressmeddelande från åklagaren | |   |

## Tävlingsfacit

### MMA
| Resultat | Facit | Motståndare         | Metod                    | Evenemang                                 | Datum             | Rond | Tid  | Plats                            | Notering                                 |
| -------- | ----- | ------------------- | ------------------------ | ----------------------------------------- | ----------------- | ---- | ---- | -------------------------------- | ---------------------------------------- |
| Vinst    | 1–0   | Gary Morris         | TKO (slag)               | Cage of Truth 2                           | 8 mars 2008       | 2    | -    | Dublin, Irland                   |                                          |
| Vinst    | 2–0   | Mo Taylor           | TKO (slag)               | Cage Rage Contenders - Irland vs. Belgium | 3 maj 2008        | 1    | -    | Dublin, Irland                   |                                          |
| Förlust  | 2–1   | Artemij Sitenkov    | Submission (kneebar)     | Cage of Truth 3                           | 28 juni 2008      | 1    | 1:09 | Dublin, Irland                   |                                          |
| Vinst    | 3–1   | Stephen Bailey      | TKO (slag)               | K.O.: The Fight Before Christmas          | 12 december 2008  | 1    | 1:22 | Dublin, Irland                   |                                          |
| Vinst    | 4–1   | Connor Dillon       | TKO (hörnan bryter)      | Chaos FC 7                                | 9 oktober 2010    | 1    | 4:22 | Londonderry, Nordirland          |                                          |
| Förlust  | 4–2   | Joseph Duffy        | Submission (armtriangel) | Cage Warriors 39: The Uprising            | 27 november 2010  | 1    | 0:38 | Cork, Irland                     |                                          |
| Vinst    | 5–2   | Hugh Brady          | TKO (slag)               | Chaos FC 8                                | 12 februari 2011  | 1    | 2:31 | Londonderry, Nordirland          |                                          |
| Vinst    | 6–2   | Mike Wood           | KO (slag)                | Cage Contender 8                          | 12 mars 2011      | 1    | 0:16 | Dublin, Irland                   |                                          |
| Vinst    | 7–2   | Paddy Doherty       | KO (slag)                | Immortal Fighting Championship 4          | 16 april 2011     | 1    | 0:04 | Letterkenny, Irland              |                                          |
| Vinst    | 8–2   | Artur Sowinski      | TKO (slag)               | Celtic Gladiator 2: Clash of the Giants   | 11 juni 2011      | 2    | 1:12 | Portlaoise, Irland               |                                          |
| Vinst    | 9–2   | Aaron Jahnsen       | TKO (slag)               | Cage Warriors: Fight Night 2              | 8 september 2011  | 1    | 3:29 | Amman, Jordanien                 |                                          |
| Vinst    | 10–2  | Steve O'Keefe       | KO (armbågar)            | Cage Warriors FC 45                       | 18 februari 2012  | 1    | 1:33 | London, England                  |                                          |
| Vinst    | 11–2  | Dave Hill           | Submission (rear-naked)  | Cage Warriors FC 47                       | 2 juni 2012       | 2    | 4:10 | Dublin, Irland                   | Blev Cage Warriors-mästare i fjädervikt. |
| Vinst    | 12–2  | Ivan Buchinger      | KO (slag)                | Cage Warriors FC 51                       | 31 december 2012  | 1    | 3:40 | Dublin, Irland                   | Blev Cage Warriors-mästare i lättvikt.   |
| Vinst    | 13–2  | Marcus Brimage      | TKO (slag)               | UFC on Fuel TV: Mousasi vs. Latifi        | 6 april 2013      | 1    | 1:07 | Stockholm, Sverige               | Debut i UFC.                             |
| Vinst    | 14–2  | Max Holloway        | Domslut (enhälligt)      | UFC Fight Night: Shogun vs. Sonnen        | 17 augusti 2013   | 3    | 5:00 | Boston, MA, USA                  |                                          |
| Vinst    | 15–2  | Diego Brandão       | TKO (slag)               | UFC Fight Night: McGregor vs. Brandão     | 19 juli 2014      | 1    | 4:05 | Dublin, Irland                   |                                          |
| Vinst    | 16–2  | Dustin Poirier      | TKO (slag)               | UFC 178                                   | 27 september 2014 | 1    | 1:46 | Las Vegas, NV, USA               |                                          |
| Vinst    | 17–2  | Dennis Siver        | TKO (slag)               | UFC Fight Night: McGregor vs. Siver       | 18 januari 2015   | 2    | 1:54 | Boston, MA, USA                  |                                          |
| Vinst    | 18–2  | Chad Mendes         | TKO (slag)               | UFC 189                                   | 11 juli 2015      | 2    | 4:57 | Las Vegas, NV, USA               | Blev UFCs interimmästare i fjädervikt.   |
| Vinst    | 19–2  | José Aldo           | KO (slag)                | UFC 194                                   | 12 december 2015  | 1    | 0:13 | Las Vegas, NV, USA               | Blev UFC-mästare i fjädervikt.           |
| Förlust  | 19–3  | Nate Diaz           | Submission (rear-naked)  | UFC 196                                   | 5 mars 2016       | 2    | 4:12 | Las Vegas, NV, USA               | Weltervikt.                              |
| Vinst    | 20–3  | Nate Diaz           | Domslut (majoritet)      | UFC 202                                   | 20 augusti 2016   | 5    | 5:00 | Las Vegas, NV, USA               | Weltervikt.                              |
| Vinst    | 21–3  | Eddie Alvarez       | TKO (slag)               | UFC 205                                   | 12 november 2016  | 2    | 3:04 | New York City, NY, USA           | Blev UFC-mästare i lättvikt.             |
| Förlust  | 21–4  | Chabib Nurmagomedov | Submission (neck crank)  | UFC 229                                   | 6 oktober 2018    | 4    | 3:03 | Las Vegas, NV, USA               | Titelmatch i lättvikt.                   |
| Vinst    | 22–4  | Donald Cerrone      | TKO (spark och slag)     | UFC 246                                   | 18 januari 2020   | 1    | 0:40 | Las Vegas, NV, USA               | Weltervikt. Performance of the Night     |
| Förlust  | 22–5  | Dustin Poirier      | TKO (slag)               | UFC 257                                   | 24 januari 2021   | 2    | 2:32 | Abu Dhabi, Förenade arabemiraten | Lättvikt.                                |
| Förlust  | 22-6  | Dustin Poirier      | TKO (doktoravslut)       | UFC 264                                   | 10 juli 2021      | 1    | 5:00 | Las Vegas, NV, USA               | Lättvikt.                                |

### Boxning
| Resultat | Facit | Motståndare           | Metod | Datum           | Rond    | Tid  | Plats              | Notering |
| -------- | ----- | --------------------- | ----- | --------------- | ------- | ---- | ------------------ | -------- |
| Förlust  | 0–1   | Floyd Mayweather, Jr. | TKO   | 26 augusti 2017 | 10 (12) | 1:05 | Las Vegas, NV, USA |          |